# Indywidualne konto emerytalne
Indywidualne konto emerytalne (IKE) – dobrowolna forma ubezpieczenia społecznego w Polsce, stanowiąca element tzw. III filaru emerytalnego.

## Uchwalenie ustawy
Przyjęcie ustawy o indywidualnych kontach emerytalnych (IKE) w ramach tzw. III filaru emerytalnego było zapowiadane już w 1997, gdy wprowadzano pracownicze programy emerytalne. Koncepcja IKE została opracowana przez Krzysztofa Patera, w latach 1997–1998 wicedyrektora Biura Pełnomocnika Rządu do Spraw Reformy Zabezpieczenia Społecznego, od listopada 2001 podsekretarza stanu w Ministerstwie Pracy i Polityki Społecznej. Jest wzorowana na systemie amerykańskich kont IRA.
Projekt ustawy został przyjęty przez Radę Ministrów 5 sierpnia 2003. Prace w Sejmie trwały do 1 kwietnia 2004 – za uchwaleniem ustawy głosowało 400 posłów, a 1 poseł wstrzymał się od głosu. Po przyjęciu poprawek Senatu ustawa o indywidualnych kontach emerytalnych została ostatecznie uchwalona 20 kwietnia 2004. Określiła zasady gromadzenia oszczędności na indywidualnych kontach emerytalnych oraz dokonywania wpłat, wypłat transferowych,
wypłat i zwrotu środków zgromadzonych na tych kontach. Weszła w życie 1 września 2004. 
Z dniem 1 stycznia 2012 dokument otrzymał nowy tytuł w brzmieniu: ustawa o indywidualnych kontach emerytalnych oraz indywidualnych kontach zabezpieczenia emerytalnego (na podstawie Dz.U. z 2011 r. nr 75, poz. 398).
Dwutygodnik „BusinessWeek” uznał IKE za innowację roku na rynku finansowym, przyznając autorowi koncepcji wyróżnienie „Portfel Roku 2004”.

## Gromadzenie środków
Ustawa o IKE umożliwia gromadzenie środków na dodatkową emeryturę. Posiadacz konta IKE może wybrać konkretny sposób oszczędzania, począwszy od obligacji skarbu państwa, lokaty bankowej, poprzez ubezpieczenie kapitałowe, fundusze inwestycyjne, aż po samodzielne inwestowanie na giełdzie. Rachunki IKE są oferowane przez towarzystwa ubezpieczeniowe, banki, towarzystwa funduszy inwestycyjnych i domy maklerskie. Dochody z tytułu oszczędzania na IKE są zwolnione od podatku od dochodów kapitałowych w wysokości 19% (tzw. podatku Belki), czyli zryczałtowanego podatku dochodowego od osób fizycznych, o którym mowa w art. 30a ustawy z dnia 26 lipca 1991 r. o podatku dochodowym od osób fizycznych (Dz.U. z 2025 r. poz. 163), pod warunkiem dokonania wypłaty po osiągnięciu 60 roku życia lub po ukończeniu 55 lat i uzyskaniu uprawnień emerytalnych.
Środki zgromadzone na IKE podlegają dziedziczeniu. Zawierając umowę o jego prowadzenie oszczędzający może także wskazać osobę lub osoby, którym zostaną wypłacone środki po jego śmierci. 
Wysokość wpłat na IKE do 2008 była ograniczona do 1,5-krotności średniego miesięcznego wynagrodzenia brutto rocznie. Obecnie limit wpłat wynosi 3-krotność przeciętnego prognozowanego wynagrodzenia miesięcznego w gospodarce narodowej na dany rok, określonego w ustawie budżetowej. 15 kwietnia 2019 rząd Mateusza Morawieckiego zaprezentował plan przeniesienia oszczędności z Otwartych Funduszy Emerytalnych (OFE) na indywidualne konta emerytalne (IKE) lub do Zakładu Ubezpieczeń Społecznych.

## Maksymalna kwota wpłat
| Rok  | Kwota [PLN] | Krotność średniego miesięcznego wynagrodzenia |
| ---- | ----------- | --------------------------------------------- |
| 2025 | 26 019      | 3                                             |
| 2024 | 23 472      | 3                                             |
| 2023 | 20 805      | 3                                             |
| 2022 | 17 766      | 3                                             |
| 2021 | 15 777      | 3                                             |
| 2020 | 15 681      | 3                                             |
| 2019 | 14 295      | 3                                             |
| 2018 | 13 329      | 3                                             |
| 2017 | 12 789      | 3                                             |
| 2016 | 12 165      | 3                                             |
| 2015 | 11 877      | 3                                             |
| 2014 | 11 238      | 3                                             |
| 2013 | 11 139      | 3                                             |
| 2012 | 10 578      | 3                                             |
| 2011 | 10 077      | 3                                             |
| 2010 | 9579        | 3                                             |
| 2009 | 9579        | 3                                             |
| 2008 | 4055,12     | 1,5                                           |
| 2007 | 3697        | 1,5                                           |
| 2006 | 3521        | 1,5                                           |
| 2005 | 3635        | 1,5                                           |